# Eparchia Tartu
Eparchia Tartu – jedna z trzech eparchii Estońskiego Apostolskiego Kościoła Prawosławnego, z siedzibą w Tartu.
Ordynariuszem administratury jest biskup Tartu Eliasz (Ojaperv), natomiast katedrą – sobór Zaśnięcia Matki Bożej w Tartu.

## Dekanaty
W skład eparchii wchodzi pięć dekanatów:
- dekanat Tartu (5 parafii)
- dekanat Karksi (2 parafie)
- dekanat Põltsamaa (4 parafie)
- dekanat Räpina (3 parafie)
- dekanat Võru (3 parafie)